# Syrrhopodon fissipapillatus
Syrrhopodon fissipapillatus là một loài rêu trong họ Calymperaceae. Loài này được H. Whittier mô tả khoa học đầu tiên năm 1976.